# Xanthoparmelia callifolioides
Xanthoparmelia callifolioides är en lavart som beskrevs av Adler, Elix & J. Johnst. Xanthoparmelia callifolioides ingår i släktet Xanthoparmelia och familjen Parmeliaceae.   Inga underarter finns listade i Catalogue of Life.